# Католандия
Католандия (на португалски: Catolândia) е град и община в Източна Бразилия, щат Баия, мезорегион Крайно западна Баия, микрорегион Барейрас. Според Бразилския институт по география и статистика през 2010 г. общината има 2609 жители.